# Gislaved (azienda)
Gislaved è stata una azienda svedese produttrice di pneumatici per auto.
Fu fondata nel 1893 quando i fratelli Carl e Wilhelm Gislow iniziarono a produrre prodotti in gomma nel comune di Gislaved in Svezia. 
Nel 1992 Gislaved divenne una consociata interamente controllata della 
azienda tedesca produttrice di prenumatici Continental AG, la quale spostò la produzione in Portogallo sulla base di sovvenzioni comunitarie. 
Oggi la produzione avviene anche in Germania e Romania.
Il marchio Gislaved è utilizzato da Continental per i prodotti sviluppati 
per i mercati svedesi, canadesi e nordici, ma anche italiani e spagnoli.